# Chiesa dei Santi Quirico e Giulitta (Siena)
La chiesa dei Santi Quirico e Giulitta o di San Quirico in Castelvecchio si trova a Siena, in via San Quirico, ed è una delle più antiche della città.

## Storia e descrizione

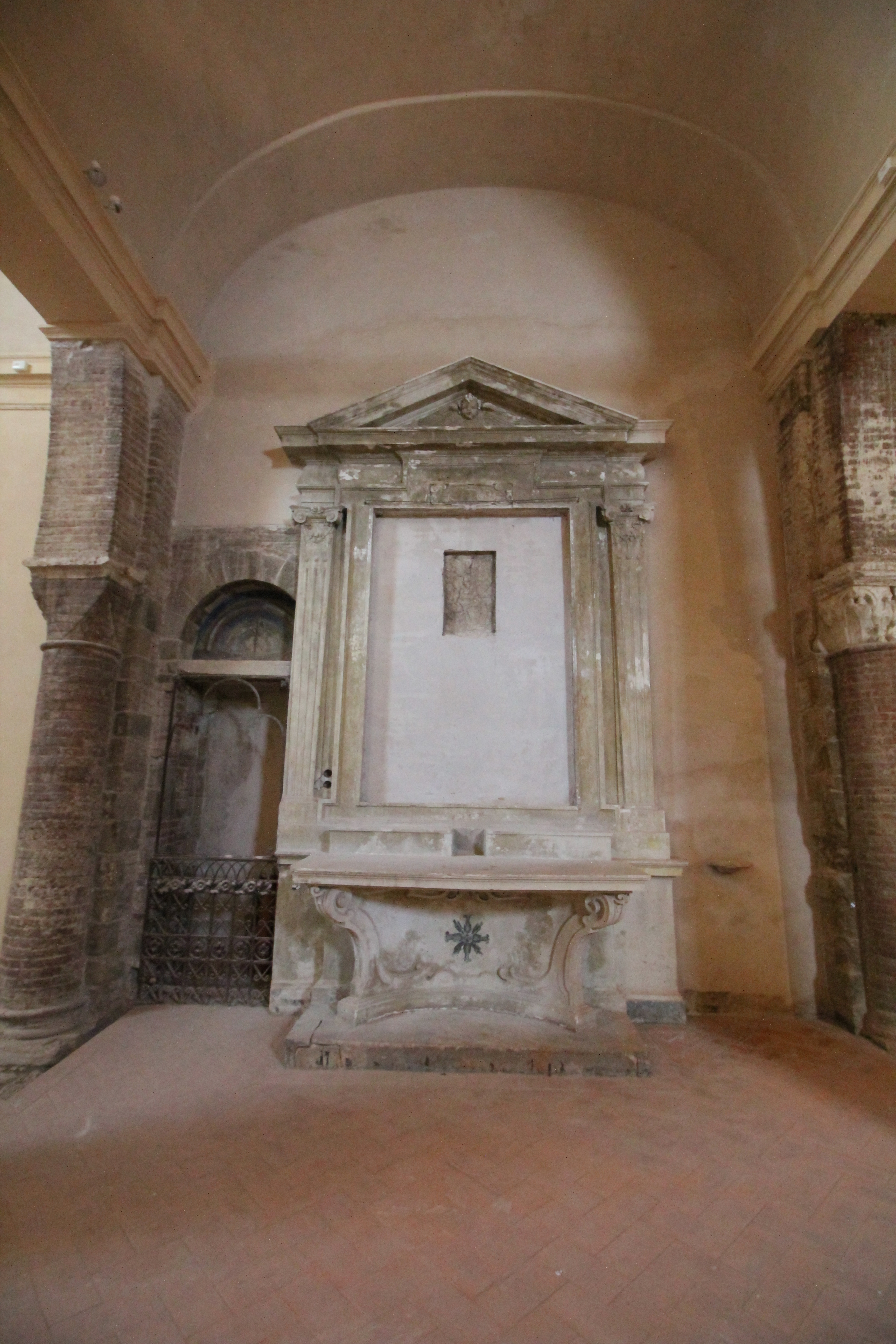
Altare all'interno della chiesa

L'attuale fisionomia dell'edificio è dovuta al radicale intervento di rinnovamento architettonico del 1598. Sono però ancora visibili testimonianze d'epoca medioevale (del XII-XIII secolo) quali il portale d'ingresso, le pietre tufacee presenti sulla facciata ed alcuni capitelli all'interno.
La facciata risalta il contrasto tra la pietra tufacea del periodo medievale e le parti in mattoni rossi (laterizio) che invece risalgono al rifacimento operato tra la fine del Cinquecento e l'inizio del Seicento.
L'interno offre un interessante florilegio della pittura senese d'inizio Seicento. Alla decorazione affrescata dell'abside presero parte alcuni fra i più rinomati pittori senesi dell'epoca, come Ventura Salimbeni (Martirio dei santi Quirico e Giulitta), Alessandro Casolani (Cristo al Calvario), Pietro Sorri (Incoronazione di spine). Questi stessi artisti sono gli artefici di buona parte delle tele che adornano la chiesa. Notevoli anche le due pale dipinte da Francesco Vanni con il Cristo alla colonna e il Ritorno dalla fuga in Egitto.
La chiesa è stata a lungo l'oratorio della Contrada della Pantera, funzione oggi assolta dalla vicina Chiesa di San Niccolò del Carmine.